# Ngọn hải đăng Niechorze
Ngọn hải đăng Niechorze (tiếng Ba Lan: Latarnia morska Niechorze) là một ngọn hải đăng nằm ở Niechorze, trên bờ biển Ba Lan thuộc vùng biển Baltic, bởi một vách đá dựng đứng. Ngọn hải đăng nằm ở Niechorze, West Pomeranian Voivodeship, ở Ba Lan.
Ngọn hải đăng nằm ở giữa ngọn hải đăng Kikut (khoảng 30 km về phía tây) và ngọn hải đăng Kołobrzeg (34 km về phía đông).

## Lịch sử
Ngọn hải đăng Niechorze nằm ở rìa của một vách đá dựng đứng, với chiều cao 20 mét. Tổng thể của ngọn hải đăng cao 13 mét (43 ft) và một tòa nhà hình vuông, ở cả hai bên của tháp. Ánh sáng từ ngọn hải đăng có thể được nhìn thấy cách xa 36 km do bóng đèn 1000w được tăng cường bởi 20 tinh thể lăng trụ. Ngọn hải đăng Niechorze được Bộ Giao thông Đức ủy nhiệm vào năm 1863 và bắt đầu hoạt động vào ngày 1 tháng 12 năm 1866. Mặc dù ngọn hải đăng không chịu bất kỳ thiệt hại chiến tranh nào trong Thế chiến II, sau khi giải phóng Ba Lan - 8 quả mìn do người Đức để lại đã được phát hiện, và được gỡ bỏ an toàn mà không phát nổ. Sau khi Chiến tranh thế giới thứ hai kết thúc, có một sự chậm trễ đáng kể khi khởi động lại ngọn hải đăng, mãi đến ngày 18 tháng 12 năm 1948, ngọn hải đăng cuối cùng đã hoạt động - điều này là do sự xói mòn của vách đá mà ngọn hải đăng nằm gần khu vực đó; Chính quyền đã bảo vệ vách đá bằng cách đặt những tảng đá lớn và áo giáp đá (500 mét bê tông nặng) để bảo vệ vách đá và cung cấp một nền móng ổn định cho ngọn hải đăng. Hiện tại ngọn hải đăng mở cửa cho khách du lịch, với một đài quan sát - gần ngọn hải đăng có một công viên thu nhỏ của tất cả các ngọn hải đăng Ba Lan, một điểm thu hút phổ biến cho các gia đình và những người đam mê nó.

## Dữ liệu kỹ thuật
- Đặc tính ánh sáng: 
  - Sáng: 0,45 s.
  - Tối: 9,55 giây.
  - Chu kỳ: 10 giây.
  - Chi tiết xem trên pdf [4]

## liên kết ngoài
- Urząd Morski w Słupsku Lưu trữ ngày 17 tháng 12 năm 2019 tại Wayback Machine (tiếng Ba Lan)